# Yves Bergougnan
Pour les articles homonymes, voir Bergougnan.

a Compétitions nationales et continentales officielles uniquement.

b Matchs officiels uniquement.
Yves Bergougnan dit Le requin pour ses envolées bouche grande ouverte, ou Le prince, né le 8 mai 1924 à Toulouse et mort le 15 avril 2006 dans la même ville, est un joueur français de rugby à XIII et de rugby à XV évoluant au poste de demi de mêlée. 
International français, il joue en club avec le Toulouse olympique puis le Stade toulousain.
Fin des années 1940, il est au centre d'une polémique entre la FFR XIII et la FFR à l'occasion de son passage à XV : l'« affaire Bergougnan » révèle alors les difficultés du rugby français en général à gérer le dossier du professionnalisme et de l'amateurisme marron.

## Biographie

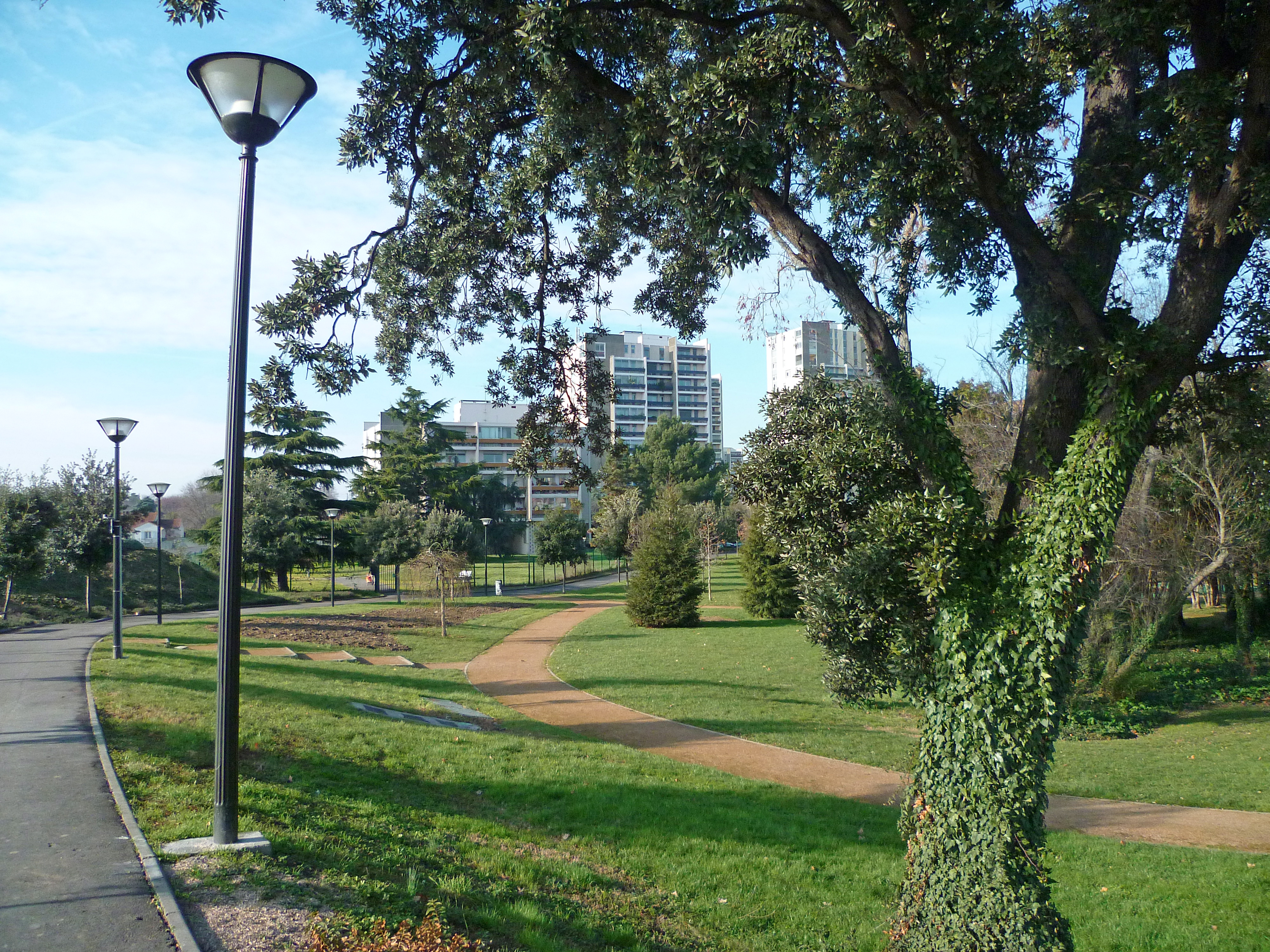
Le jardin Yves-Bergougnan à Toulouse dans le quartier du TOEC

Fils d'un artiste-peintre, Raoul Bergougnan, professeur à l'école des beaux-arts de Toulouse
et lui-même très bon pianiste, Yves Bergougnan commence par faire ses classes avec le rugby à XIII (quelques matchs en cadet). Très élancé, il possède une grande élégance de jeu, car il en maîtrise parfaitement tous les gestes techniques grâce à d'innombrables entraînements. D'une abnégation totale, excellent au drop-goal, il est un parfait stratège au sein de l'équipe des bouchers... et possède un démarrage pied arrêté à nul autre pareil.
Il fait partie de l'équipe de France qui bat pour la première fois les Gallois, sur leur terre, en 1948, notamment aux côtés de Jean Prat, et il participe à la première tournée de l'équipe de France en terre étrangère : l'Argentine en 1949. Il est en 1948 le dernier joueur à inscrire un drop à 4 points, en match international face à l'Angleterre. Une blessure à l'épaule lui fait arrêter le rugby à l'âge de 25 ans.
Il tient par la suite un commerce de vêtements.
Il fait partie des neuf personnalités du sport admises comme Gloire du sport le 30 novembre 2009 lors de la cérémonie qui a lieu au siège du CNOSF, à Paris.

## Palmarès
- Championnat de France de première division :
  - Champion (1) : 1947
- Coupe de France :
  - Vainqueur (3) : 1944 (avec le Toulouse olympique), 1946 et 1947 (le record pour cette compétition, avec Robert Barran et Jean Matheu-Cambas)
  - Finaliste (1) : 1949

## Statistiques en équipe nationale
- 17 sélections en équipe de France de 1945 à 1949
- 12 points (3 drops)
- Sélections par année : 2 en 1945, 4 en 1946, 4 en 1947, 3 en 1948, 4 en 1949